# The Real Housewives of Fat Tony
The Real Housewives of Fat Tony, titulado, Las verdaderas esposas del Gordo Tony en Hispanoamérica y Las verdaderas esposas de Tony el Gordo en España, es el decimonoveno episodio de la vigesimosegunda temporada de la serie de animación Los Simpson. Se emitió el 1 de mayo de 2011 en Estados Unidos por FOX.

## Sinopsis
Tony el Gordo y Selma, tras un veloz noviazgo, se enamoran y se casan. Marge tiene sus dudas sobre este matrimonio cuando Selma empieza a priorizar su apariencia y su nuevo y lujoso estilo de vida sobre su familia, de modo que Tony el Gordo invita a Homer y Marge a una escapada de fin de semana a Jersey Shore. Mientras, Bart descubre un talento especial que le permite detectar la ubicación de trufas gracias a su olfato y Lisa aprovecha la oportunidad de sacar partido de estos poco habituales tesoros culinarios.
- Datos: Q3062946